# مارکو روزیتو
مارکو روزیتو (انگلیسی: Marco Ruzittu؛ زادهٔ ۱۵ ژوئن ۱۹۹۱) بازیکن فوتبال اهل ایتالیا است.
از باشگاه‌هایی که در آن بازی کرده‌است می‌توان به باشگاه فوتبال کالیاری اشاره کرد.